# Rezzago
Rezzago (Rezàgh in dialetto vallassinese, AFI: /reˈtsaːk/) è un comune italiano di 306 abitanti della provincia di Como in Lombardia. Fa parte del club dei "Borghi autentici d'Italia".

## Storia
In epoca medievale, Rezzago costituiva un borgo fortificato e disponeva di una torre (quest'ultima sopravvissuta fino a oggi).
Durante il Ducato di Milano, Rezzago seguì il destino del resto della Valassina, infeudata dapprima dai Dal Verme per concessione di Filippo Maria Visconti (1441), poi concessa a Tomaso Tebaldi di Bologna da Galeazzo Maria Sforza (1469) e infine divenuta feudo della famiglia degli Sfondrati (1533), la quale esercitò i propri diritti feudali sulla valle fino al 1788, anno in cui l'ultimo erede maschio morì e il feudo tornò tra le disponibilità del demanio.
Nel 1751 il territorio di Rezzago si estendeva già ai cassinaggi di “Molino del Verga”, “Molino del Martor” e “Molino di Giovanni Maria Binda”.
Un decreto di riorganizzazione amministrativa del Regno d'Italia napoleonico datato 1807 sancì l''annessione di Rezzago ad Asso, decisione che fu tuttavia cancellata dalla Restaurazione.
Una nuova aggregazione si registrò nel 1928, quando Rezzago, Caglio e Sormano furono riuniti sotto un unico comune chiamato "Santa Valeria". L'unione si concluse nel 1947 con la ricostituzione dei tre comuni.

### Simboli
Lo stemma e il gonfalone del comune di Rezzago sono stati concessi con decreto del presidente della Repubblica del 9 aprile 2008.
La torre d'oro ricorda la rocca medievale, di cui ancora oggi si scorge il torrione, che aveva probabilmente la stessa funzione di difesa di tutte le torri della Vallassina poste a proteggere la vallata. L'albero di castagno a simboleggia la produzione locale di legname.
Il gonfalone è un drappo partito di bianco e di azzurro.

## Monumenti e luoghi d'interesse

### Architetture religiose

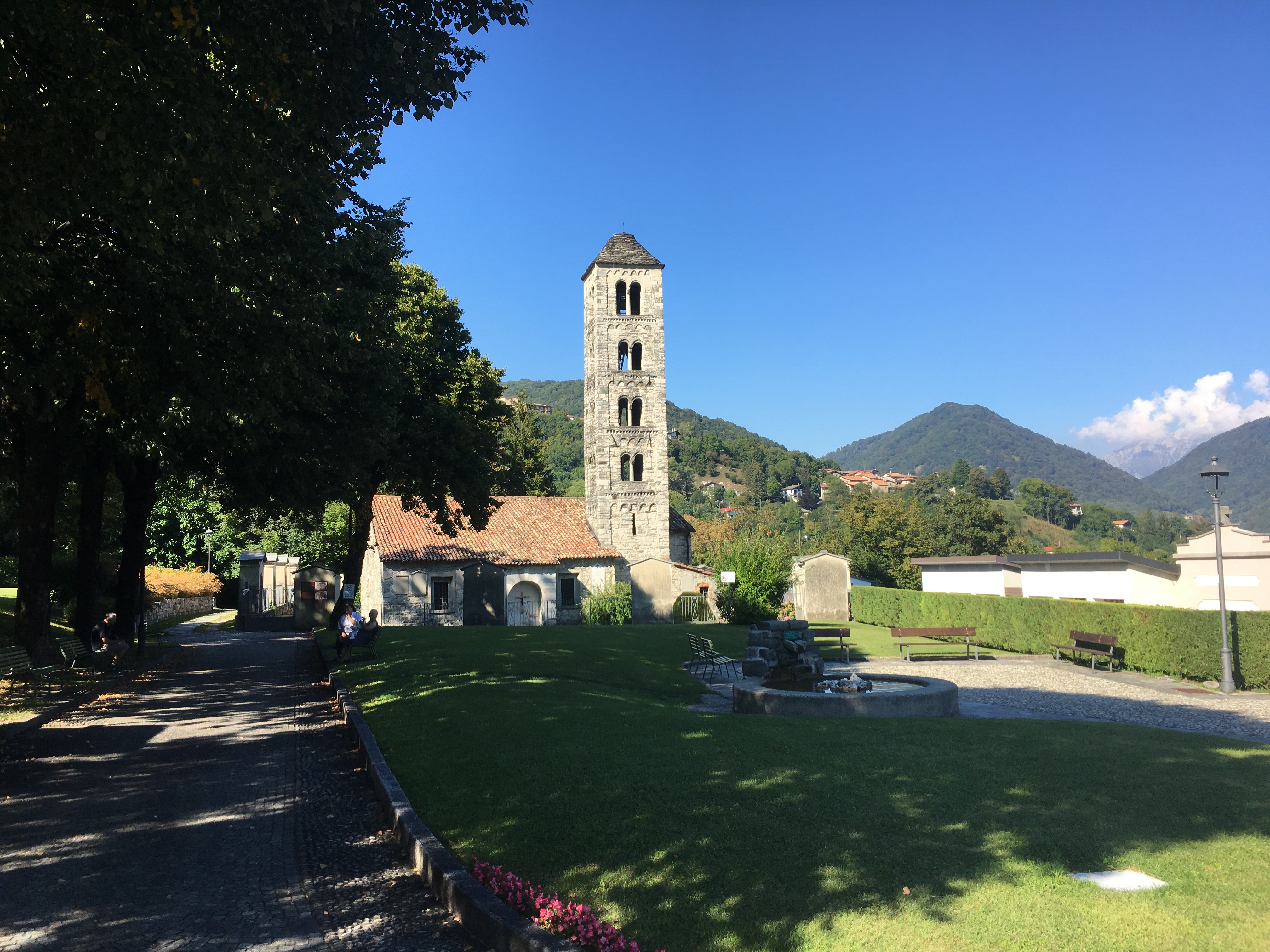
Chiesa dei SS. Cosma e Damiano

#### Chiesa dei Santi Cosma e Damiano
La chiesa dei Santi Cosma e Damiano è un edificio romanico risalente al XII secolo ma rimaneggiato nel corso del tempo, in origine presentava due campate, un'abside rettangolare e un campanile, quest'ultimo separato dal resto dell'edificio; nel XVI secolo si registrò l'aggiunta di due portici sui due lati.  successivamente inglobati all'interno della chiesa. Sopra il portale della spoglia facciata si apre un piccolo rosone. All'interno, la chiesa presenta una serie di affreschi: una Crocifissione con militi a cavallo e popolo, un Santo benedicente e altre figure di Santi, rispettivamente collocati alle spalle dell'altare maggiore, a sinistra dello stesso e nel centro della parete.

#### Parrocchiale di Santa Maria Nascente
Costruita nel 1654 come nuova sede parrocchiale al posto della chiesa dei Santi Cosma e Damiano, la chiesa di Santa Maria Nascente deve il suo nome al cardinal Federico Borromeo, il quale durante una visita pastorale a Rezzago suggerì dare alla chiesa la stessa dedicazione del Duomo di Milano. I lavori di costruzione iniziarono nel 1630.
Internamente, la chiesa ospita paliotti risalenti al XVIII secolo.

### Architetture militari

#### Castello di Rezzago
Un promontorio alla confluenza di due torrenti ospita i resti del castello di Rezzago, antica struttura fortificata di origine sconosciuta. Del castello, attestato dal 1480 ma allo stato di rudere già nel 1796, sopravvivono una torre e alcuni resti di mura.

### Aree naturali

#### Funghi di terra

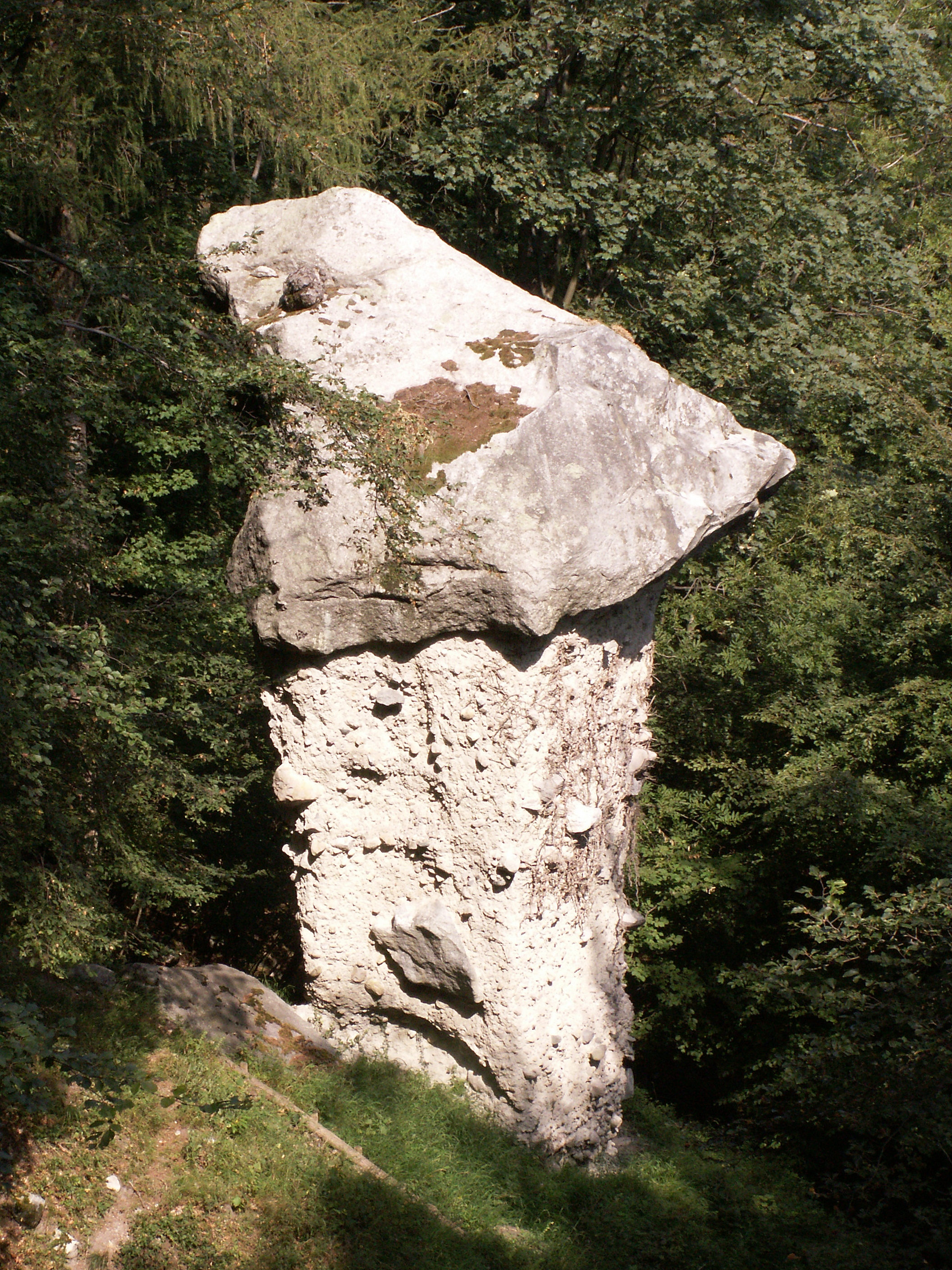
Un Fungo di Rezzago

I cosiddetti "funghi di terra" (o, meglio, "piramidi di erosione") sono formazioni rocciose non lontane dal centro abitato di Rezzago. Esse si sono formate dall'azione erosiva degli agenti atmosferici che hanno modellato il terreno poco coerente del versante della montagna sotto dei massi erratici che l'hanno invece protetto come ombrelli. Il risultato sono sculture naturali a forma di fungo, la cui cappella è costituita dal masso erratico (anche di notevoli dimensioni) ed il cui gambo è costituito da terra e pietrisco.
I funghi rimasti sono solamente tre (un quarto è crollato pochi anni fa, ed uno di questi tre è solo un abbozzo), sebbene essi siano, ancora adesso, in continua formazione.
Simili sono i ciciu del Villar, a Villar San Costanzo (CN), in Piemonte.

## Società

### Evoluzione demografica

#### Demografia pre-unitaria
- 332 nel 1751[8]
- 399 nel 1771[9]
- 352 nel 1799[10]
- 328 nel 1809 (prima dell'annessione ad Asso)[10]
- 286 nel 1853[11]

#### Demografia post-unitaria
Abitanti censiti

## Cultura

### Eventi

#### Castagnata
Durante la Castagnata di Rezzago, nelle prime due domeniche di ottobre, il paese si addobba a festa per accogliere centinaia di turisti. Sono giornate adatte per chi ama mangiare e bere bene, passeggiare in mezzo alla natura e, soprattutto, stare in mezzo ai visitatori ed ai volontari che sono simpatici ed accoglienti. La festa inizia di mattina quando vengono cotte le prime castagne e vengono gonfiati i giochi per i bambini. Interessante per gli amanti della natura è il Castagneto, situato poco sopra il centro del paese, uno dei pochi nella zona ad essere ancora quasi totalmente formato da soli alberi di castagno, ormai più che centenari.
In questo castagneto vengono trovati chili e chili di castagne che poi vengono tenute o vendute alla Pro Rezzago per cuocerle nella castagnata.

#### Cortili in Festa
Durante il primo o secondo week-end di agosto, vengono aperti al pubblico gli antichi cortili, o porzioni di edifici, siti nel centro storico di impianto medievale (gli edifici più antichi risalgono a dopo il devastante terremoto del 1118) ed ospitano mostre, ricostruzioni storiche, artigianato e gastronomia tipici del paese e della Valassina. Le antiche corti portano i nomi dei personaggi o delle famiglie che le hanno abitate nel passato e che sono ancor oggi ricordati per le loro particolarità o per le azioni compiute in vita: così abbiamo, per esempio la curt "del Luisot", quella "della Massima e del Pepp", "della Rosalia", la curt del mitico "Zachi" barbiere e parrucchiere, del "muti" il più famoso costruttore di forbici a Rezzago, "di Pacecc", "del Scighera" ecc. in tutto si possono visitare 18 siti; In passato sono state ospitate mostre di orologi antichi, macchine fotografiche nella storia, strumenti musicali, abiti da sposa antichi e moderni, rosari, bambole di porcellana, la ricostruzione di un'antica osteria, un erbario con piante tipiche della zona, foto e reperti delle guerre mondiali vissute dagli alpini, mappe dei catasti antichi (Teresiano, Lombardo Veneto e Cessato).

## Amministrazione
Il comune attuale ritrovò la sua autonomia nel 1947.